# Тіагу Сілва
Тіагу Еміліа́ну да Сі́лва, відоміший як Тіагу Сілва (нар. 22 вересня, 1984, Ріо-де-Жанейро, Бразилія) — бразильський футболіст, центральний захисник та «Флуміненсе». Відомий виступами у складі збірної Бразилії.

## Клубна кар'єра

### Ранні роки
У дорослому футболі дебютував 2004 року виступами за команду клубу «Жувентуде», в якій того року взяв участь у 28 матчах чемпіонату.
Зацікавив скаутів португальського «Порту» і 2004 року приєднався до цього клубу за 2,5 мільйони євро. Провівши 14 матчів за другу команду клубу з Порту, на початку 2005 року був відданий для отримання ігрової практики в оренду до московського «Динамо». Проте у московській команді так й не дебютував, оскільки під час медичного огляду в нього було діагностовано туберкульоз.
Після шестимісячного курсу лікування і ще пів року відновлення гравець, який збирався завершити кар'єру, отримав запрошення від свого колишнього тренера у «Жувентуде» Іво Вортманна приєднатися до його нової команди, «Флуміненсе». 14 січня 2006 року було оголошено про перехід Тіагу з «Порту» до цього бразильського клубу. За три роки у «Флуміненсе» став не лише ключовою фігурою в захисті команди, але й одним з найкращих оборонців чемпіонату Бразилії та трансферною ціллю провідних команд Європи.

### «Мілан»
Новим клубом гравця став італійський «Мілан», який сплатив за його перехід 10 мільйонів євро та уклав з ним чотирирічний контракт наприкінці 2008 року. Тіагу не міг бути відразу заявлений за міланську команду і перші пів року в Італії лише тренувався та брав участь у контрольних матчах.
Проте із початком сезону 2009/10 сформував ефективний дует у центрі захисту з досвідченим Алессандро Нестою і відразу почав демонструвати надзвичайно високий рівень надійності гри в обороні й отримувати захоплені коментарі від тренерів, партнерів по команді та преси. За результатами сезону провідне італійське спортивне видання La Gazzetta dello Sport назвало Тіагу третім у рейтингу найкращих центральних захисників Серії A.
Наступного сезону став одним з важливих авторів тріумфу «Мілана» в національному чемпіонаті. Його особистий внесок у здобуття «скудетто» був високо оцінений усіма — уболівальниками, спортивними ЗМІ та колегами-футболістами. Дві третини вболівальників «Мілана» проголосували саме за нього в опитуванні щодо «Гравця сезону» у клубі, La Gazzetta dello Sport визнала його Гравцем сезону в Серії A, він також став найкращим захисником сезону в італійському футболі за версіями італійської преси й гравців. Наприкінці сезону бразилець уклав новий контракт з міланським клубом до червня 2016 року.
В сезоні 2011/12 був змушений пропустити декілька його відрізків через травми, які лише підкреслили його важливість для команди — з ним у складі «Мілан» здобував того сезону у середньому 2,37 очка за гру, а під час його відновлення від пошкоджень — лише 2,09 очки. Попри пропущену частину сезону, а також програш «Мілана» у боротьбі за чемпіонство «Ювентусу», тогорічні виступи Тіагу були також високо оцінені, зокрема включенням до символічної збірної сезону Серії A, в якій він склав пару центральних захисників з лідером захисту туринського клубу Андреа Барцальї.

### «Парі Сен-Жермен»
Захисник, що з року в рік демонстрував стабільно високий рівень гри в одній з найсильніших футбольних ліг світу, викликав інтерес з боку найбагатших клубів. Найбільш предметну зацікавленість у послугах Сілви мав французький грант «Парі Сен-Жермен», чий спортивний директор бразилець Леонардо особливо наполягав на підписанні свого земляка, з яким він встиг попрацювати протягом його першого сезону в «Мілані», очолюючи тренерський штаб італійської команди. Перша інформація про можливий перехід Сілви з «Мілана» до «ПСЖ» з'явилася у середині червня 2012 року і протягом наступного місяця то підтверджувалася, то спростовувалися представниками обох клубів, доки 14 липня про трансфер не було оголошено офіційно. За неофіційними даними перехід Сілви до паризького клубу обійшовся останньому у 42 мільйони євро, що зробило бразильця найдорожчим захисником в історії футбольних трансферів.
Враховуючи статус новачка як «найсильнішого захисника світового футболу» (за визначенням менеджменту «ПСЖ»), його місце у стартовому складі парижан не піддавалося сумніву. Проте дебют у французькій команді був відтермінований травмою, яку гравець отримав ще до трансферу і яку продовжував заліковувати на початку свого першого сезону в ній. Врешті-решт дебютував за «Парі Сен-Жермен» 18 вересня 2012 року у грі групового етапу Ліги чемпіонів проти київського «Динамо» (перемога 4:1), в якій не лише успішно виконав оборонні функції, але й став автором другого голу у ворота киян.
Загалом від самого початку виступів у Франції почав виправдовувати видані при його переході аванси, регулярно отримуючи індивідуальні нагороди як найкращий гравець або найкращий захисник у різноманітних опитуваннях і рейтингах. Починаючи зі свого першого сезону у «ПСЖ», незмінно включається до символічної збірної сезону, що обирається Національним союзом професійних футболістів Франції. Після сезону 2016/17 став, разом з партнером по команді, італійським півзахисником Марко Верратті, першим, кого було включено до цієї символічної збірної уп'яте, до того ж поспіль. За результатами сезону 2017/18 пара гравців «ПСЖ» оновила своє досягнення, обравшись до цієї команди найкращих гравців Ліги 1 ушосте поспіль.

## Виступи за збірні
У складі олімпійської збірної Бразилії був учасником олімпійських футбольних турнірів 2008 і 2012 років, здобувши відповідно бронзові та срібні олімпійські нагороди.
Невдовзі після своєї першої Олімпіади, 12 жовтня 2008 року, дебютував в офіційних матчах у складі національної збірної Бразилії, вийшовши на заміну в другому таймі матчу відбору на чемпіонат світу 2010 року проти збірної Венесуели.
Згодом був включений до заявки бразильців для участі у фінальній частині ЧС-2010, проте залишився невикористаним запасним гравцем упродовж усієї турнірної дистанції, що тривала до поразки від нідерландців у чвертьфіналі.
Першим великим турніром для Сілви як гравця основного складу бразильської команди став Кубок Америки з футболу 2011, на якому він повністю провів на полі усі чотири матчі своєї збірної, яка не змогла подолати етап чвертьфіналів.
На домашньому для бразильців чемпіонаті світу 2014 року вже був не лише безумовним лідером оборони національної команди, але і її капітаном. Виводив господарів турніру на поле в усіх матчах групового етапу, на гру 1/8 фіналу та чвертьфінальну зустріч зі збірною Колумбії. В останній грі відкрив рахунок зустрічі, забивши гол, який урешті-решт допоміг його команді здобути перемогу з рахунком 2:1. Утім, у тій же зустрічі отримав попередження, яке стало для нього другим на турнірі й, після відхилення апеляції, унеможливило його участь у півфінальній грі проти збірної Німеччини. Цей матч, програний з розгромним рахунком 1:7 бразильцями, які у попередніх п'яти матчах турніру пропустили чотири голи, став опосередкованим свідченням ролі, яку відігравав Сілва в оборонних побудовах команди. Згодом саме відсутність капітана команди неодноразово називалася серед основних причин такого сенсаційного результату гри. Утім повернення Сілви до складу збірної не дозволило їй добитися позитивного результату в останній грі чемпіонату, якою для неї став матч за третє місце, що завершився поразкою 0:3 від збірної Нідерландів.
Наступного року був учасником Кубка Америки 2015 в Аргентині, де взяв участь у двох матчах групового етапу, зокрема відкривши рахунок у грі проти Венесуели (2:1), а також у чвертьфіналі проти Парагваю, в якому став опосередкованим винуватцем поразки бразильців у післяматчевих пенальті — після його гри рукою у власному карному майданчику було призначено пенальті, реалізація якого дозволила суперникам зрівняти рахунок основного часу зустрічі (1:1).
У травні 2018 року був включений до заявки збірної Бразилії для участі у тогорічному чемпіонаті світу.

## Статистика виступів

### Статистика клубних виступів
| Сезон                  | Команда                | Чемпіонат              | Чемпіонат | Чемпіонат | Національний кубок | Національний кубок | Національний кубок | Континентальні кубки | Континентальні кубки | Континентальні кубки | Інші змагання | Інші змагання | Інші змагання | Усього | Усього |
| Сезон                  | Команда                | Ліга                   | Ігор      | Голів     | Ліга               | Ігор               | Голів              | Ліга                 | Ігор                 | Голів                | Ліга          | Ігор          | Голів         | Ігор   | Голів  |
| ---------------------- | ---------------------- | ---------------------- | --------- | --------- | ------------------ | ------------------ | ------------------ | -------------------- | -------------------- | -------------------- | ------------- | ------------- | ------------- | ------ | ------ |
| 2004                   | «Жувентуде»            | A                      | 28        | 3         | КБ                 | 1                  | 0                  | -                    | -                    | -                    | -             | -             | -             | 29     | 3      |
| 2004-січ. 2005         | «Порту Б»              | СЛ                     | 14        | 0         | -                  | -                  | -                  | -                    | -                    | -                    | -             | -             | -             | 14     | 0      |
| 2005                   | «Динамо» М             | ПЛ                     | 0         | 0         | -                  | -                  | -                  | -                    | -                    | -                    | -             | -             | -             | 0      | 0      |
| 2006                   | «Флуміненсе»           | ЛК+A                   | 4+31      | 0         | КБ                 | 8                  | 0                  | ПК                   | 4                    | 0                    | -             | -             | -             | 47     | 0      |
| 2007                   | «Флуміненсе»           | ЛК+A                   | 11+30     | 0+5       | КБ                 | 12                 | 3                  | -                    | -                    | -                    | -             | -             | -             | 53     | 8      |
| 2008                   | «Флуміненсе»           | ЛК+A                   | 14+20     | 3+1       | -                  | -                  | -                  | КЛ                   | 12                   | 2                    | -             | -             | -             | 46     | 6      |
| Усього за «Флуміненсе» | Усього за «Флуміненсе» | Усього за «Флуміненсе» | 29+81     | 3+6       |                    | 20                 | 3                  |                      | 16                   | 2                    |               | -             | -             | 146    | 14     |
| 2009–10                | «Мілан»                | A                      | 33        | 2         | КІ                 | 0                  | 0                  | ЛЧ                   | 7                    | 0                    | -             | -             | -             | 40     | 2      |
| 2010–11                | «Мілан»                | A                      | 33        | 1         | КІ                 | 3                  | 0                  | ЛЧ                   | 6                    | 0                    | -             | -             | -             | 42     | 1      |
| 2011–12                | «Мілан»                | A                      | 27        | 2         | КІ                 | 2                  | 0                  | ЛЧ                   | 7                    | 1                    | СІ            | 1             | 0             | 37     | 3      |
| Усього за «Мілан»      | Усього за «Мілан»      | Усього за «Мілан»      | 93        | 5         |                    | 5                  | 0                  |                      | 20                   | 1                    |               | 1             | 0             | 119    | 6      |
| 2012–13                | «ПСЖ»                  | Л1                     | 22        | 0         | КФ+КЛ              | 1+2                | 0+1                | ЛЧ                   | 9                    | 2                    | -             | -             | -             | 34     | 3      |
| 2013–14                | «ПСЖ»                  | Л1                     | 28        | 3         | КФ+КЛ              | 2+4                | 0                  | ЛЧ                   | 7                    | 0                    | СФ            | 1             | 0             | 42     | 3      |
| 2014–15                | «ПСЖ»                  | Л1                     | 26        | 1         | КФ+КЛ              | 5+3                | 0                  | ЛЧ                   | 6                    | 1                    | СФ            | 0             | 0             | 40     | 2      |
| 2015–16                | «ПСЖ»                  | Л1                     | 30        | 1         | КФ+КЛ              | 4+2                | 0                  | ЛЧ                   | 9                    | 0                    | СФ            | 1             | 0             | 46     | 1      |
| 2016–17                | «ПСЖ»                  | Л1                     | 27        | 3         | КФ+КЛ              | 3+3                | 1+2                | ЛЧ                   | 7                    | 0                    | СФ            | 0             | 0             | 40     | 6      |
| 2017–18                | «ПСЖ»                  | Л1                     | 24        | 1         | КФ+КЛ              | 3+2                | 0+0                | ЛЧ                   | 6                    | 0                    | СФ            | 1             | 0             | 36     | 0      |
| 2018–19                | «ПСЖ»                  | Л1                     | 25        | 0         | КФ+КЛ              | 4+2                | 0+0                | ЛЧ                   | 7                    | 0                    | СФ            | 1             | 0             | 39     | 0      |
| 2019–20                | «ПСЖ»                  | Л1                     | 21        | 0         | КФ+КЛ              | 3+1                | 1+0                | ЛЧ                   | 9                    | 0                    | СФ            | 1             | 0             | 33     | 1      |
| Усього за «ПСЖ»        | Усього за «ПСЖ»        | Усього за «ПСЖ»        | 204       | 9         |                    | 46                 | 5                  |                      | 60                   | 3                    |               | 5             | 0             | 315    | 17     |
| 2020–21                | «Челсі»                | ПЛ                     | 23        | 2         | КА+КЛ              | 2+1                | 0                  | ЛЧ                   | 8                    | 0                    | -             | -             | -             | 34     | 2      |
| 2021–22                | «Челсі»                | ПЛ                     | 32        | 3         | КА+КЛ              | 3+2                | 0                  | ЛЧ                   | 9                    | 0                    | СУ+КЧС        | 0+2           | 0             | 46     | 3      |
| 2022–23                | «Челсі»                | ПЛ                     | 10        | 0         | КА+КЛ              | 0                  | 0                  | ЛЧ                   | 4                    | 0                    | -             | -             | -             | 14     | 0      |
| Усього за «Челсі»      | Усього за «Челсі»      | Усього за «Челсі»      | 65        | 5         |                    | 8                  | 0                  |                      | 21                   | 0                    |               | 2             | 0             | 94     | 5      |
| Усього за кар'єру      | Усього за кар'єру      | Усього за кар'єру      | 544       | 33        |                    | 78                 | 8                  |                      | 117                  | 6                    |               | 8             | 0             | 746    | 48     |

### Статистика виступів за збірну
Станом на 6 грудня 2022 року
| Дата       | Місто                  | Господарі            | Результат               | Гості          | Турнір                            | Голи | Примітки     |
| ---------- | ---------------------- | -------------------- | ----------------------- | -------------- | --------------------------------- | ---- | ------------ |
| 12-10-2008 | Сан-Кристобаль         | Венесуела            | 0 – 4                   | Бразилія       | Відбір до ЧС 2010                 | -    | 46'          |
| 15-10-2008 | Ріо-де-Жанейро         | Бразилія             | 0 – 0                   | Колумбія       | Відбір до ЧС 2010                 | -    | 66'          |
| 19-11-2008 | Гама                   | Бразилія             | 6 – 2                   | Португалія     | товариський матч                  | -    |              |
| 10-02-2009 | Лондон                 | Бразилія             | 2 – 0                   | Італія         | товариський матч                  | -    | 78'          |
| 14-11-2009 | Доха                   | Бразилія             | 1 – 0                   | Англія         | товариський матч                  | -    |              |
| 17-11-2009 | Маскат                 | Оман                 | 0 – 2                   | Бразилія       | товариський матч                  | -    |              |
| 02-06-2010 | Хараре                 | Зімбабве             | 0 – 3                   | Бразилія       | товариський матч                  | -    |              |
| 10-08-2010 | Іст-Ратерфорд          | США                  | 0 – 2                   | Бразилія       | товариський матч                  | -    |              |
| 07-10-2010 | Абу-Дабі               | Бразилія             | 3 – 0                   | Іран           | товариський матч                  | -    | 79'          |
| 11-10-2010 | Дербі                  | Бразилія             | 2 – 0                   | Україна        | товариський матч                  | -    |              |
| 17-11-2010 | Доха                   | Аргентина            | 1 – 0                   | Бразилія       | товариський матч                  | -    |              |
| 09-02-2011 | Сен-Дені               | Франція              | 1 – 0                   | Бразилія       | товариський матч                  | -    |              |
| 27-03-2011 | Лондон                 | Бразилія             | 2 – 0                   | Шотландія      | товариський матч                  | -    |              |
| 04-06-2011 | Гоянія                 | Бразилія             | 0 – 0                   | Нідерланди     | товариський матч                  | -    |              |
| 03-07-2011 | Ла-Плата               | Бразилія             | 0 – 0                   | Венесуела      | Копа Америка 2011 - груповий етап | -    | 37'          |
| 09-07-2011 | Кордова                | Бразилія             | 2 – 2                   | Парагвай       | Копа Америка 2011 - груповий етап | -    |              |
| 13-07-2011 | Кордова                | Бразилія             | 4 – 2                   | Еквадор        | Копа Америка 2011 - груповий етап | -    |              |
| 17-07-2011 | Ла-Плата (місто)       | Бразилія             | 0 – 0 д.ч. (0-2 п.п.)   | Парагвай       | Копа Америка 2011 - чвертьфінал   | -    |              |
| 10-08-2011 | Штутгарт               | Німеччина            | 3 – 2                   | Бразилія       | товариський матч                  | -    |              |
| 05-09-2011 | Лондон                 | Бразилія             | 1 – 0                   | Гана           | товариський матч                  | -    |              |
| 07-10-2011 | Сан-Хосе               | Коста-Рика           | 0 – 1                   | Бразилія       | товариський матч                  | -    |              |
| 11-10-2011 | Торреон                | Мексика              | 1 – 2                   | Бразилія       | товариський матч                  | -    |              |
| 10-11-2011 | Лібревіль              | Габон                | 0 – 2                   | Бразилія       | товариський матч                  | -    | 86'          |
| 14-11-2011 | Ер-Райян               | Бразилія             | 2 – 0                   | Єгипет         | товариський матч                  | -    | кап.         |
| 28-02-2012 | Санкт-Галлен           | Боснія і Герцеговина | 1 – 2                   | Бразилія       | товариський матч                  | -    | кап.         |
| 26-05-2012 | Гамбург                | Бразилія             | 3 – 1                   | Данія          | товариський матч                  | -    | кап.         |
| 30-05-2012 | Іст-Ратерфорд          | США                  | 1 – 4                   | Бразилія       | товариський матч                  | 1    | кап.         |
| 03-06-2012 | Арлінгтон              | Бразилія             | 0 – 2                   | Мексика        | товариський матч                  | -    | кап. 68'     |
| 15-08-2012 | Стокгольм              | Швеція               | 0 – 3                   | Бразилія       | товариський матч                  | -    | кап. 40'     |
| 11-10-2012 | Мальме                 | Бразилія             | 6 – 0                   | Ірак           | товариський матч                  | -    | кап.         |
| 16-10-2012 | Вроцлав                | Японія               | 0 – 4                   | Бразилія       | товариський матч                  | -    | кап.         |
| 14-11-2012 | Іст-Ратерфорд          | Бразилія             | 1 – 1                   | Колумбія       | товариський матч                  | -    | кап.         |
| 25-03-2013 | Лондон                 | Бразилія             | 1 – 1                   | Росія          | товариський матч                  | -    | кап.         |
| 02-06-2013 | Ріо-де-Жанейро         | Бразилія             | 2 – 2                   | Англія         | товариський матч                  | -    | кап.         |
| 09-06-2013 | Порту-Алегрі           | Бразилія             | 3 – 0                   | Франція        | товариський матч                  | -    | кап.         |
| 15-06-2013 | Бразиліа               | Бразилія             | 3 – 0                   | Японія         | Кубок Конфедерацій                | -    | кап.         |
| 19-06-2013 | Форталеза              | Бразилія             | 2 – 0                   | Мексика        | Кубок Конфедерацій                | -    | кап. 44'     |
| 22-06-2013 | Салвадор (Бразилія)    | Італія               | 2 – 4                   | Бразилія       | Кубок Конфедерацій                | -    | кап.         |
| 26-06-2013 | Белу-Оризонті          | Бразилія             | 2 – 1                   | Уругвай        | Кубок Конфедерацій                | -    | кап.         |
| 30-06-2013 | Ріо-де-Жанейро         | Бразилія             | 3 – 0                   | Іспанія        | Кубок Конфедерацій                | -    | кап.         |
| 14-08-2013 | Базель                 | Швейцарія            | 1 – 0                   | Бразилія       | товариський матч                  | -    | кап.         |
| 07-09-2013 | Бразиліа               | Бразилія             | 6 – 0                   | Австралія      | товариський матч                  | -    | кап.         |
| 10-09-2013 | Фоксборо (Массачусетс) | Бразилія             | 3 – 1                   | Португалія     | товариський матч                  | 1    | кап.         |
| 19-11-2013 | Торонто                | Бразилія             | 2 – 1                   | Чилі           | товариський матч                  | -    | кап. 74'     |
| 05-03-2014 | Йоганнесбург           | ПАР                  | 0 – 5                   | Бразилія       | товариський матч                  | -    | кап.         |
| 06-06-2014 | Сан-Паулу              | Бразилія             | 1 – 0                   | Сербія         | товариський матч                  | -    | кап.         |
| 12-06-2014 | Сан-Паулу              | Бразилія             | 3 – 1                   | Хорватія       | ЧС 2014 - груповий етап           | -    | кап.         |
| 17-06-2014 | Форталеза              | Бразилія             | 0 – 0                   | Мексика        | ЧС 2014 - груповий етап           | -    | кап. 79'     |
| 23-06-2014 | Бразиліа               | Камерун              | 1 – 4                   | Бразилія       | ЧС 2014 - груповий етап           | -    | кап.         |
| 28-06-2014 | Белу-Оризонті          | Бразилія             | 1 – 1 д.ч. (3-2 п.п.)   | Чилі           | ЧС 2014 - 1/8 фіналу              | -    | кап.         |
| 04-07-2014 | Форталеза              | Бразилія             | 2 – 1                   | Колумбія       | ЧС 2014 - чвертьфінал             | 1    | кап. 64'     |
| 12-07-2014 | Бразиліа               | Бразилія             | 0 – 3                   | Нідерланди     | ЧС 2014 - матч за 3-тє місце      | -    | кап. 2'      |
| 18-11-2014 | Відень                 | Австрія              | 1 – 2                   | Бразилія       | товариський матч                  | -    | 28'          |
| 26-03-2015 | Сен-Дені               | Франція              | 1 – 3                   | Бразилія       | товариський матч                  | -    |              |
| 29-03-2015 | Лондон                 | Бразилія             | 1 – 0                   | Чилі           | товариський матч                  | -    | 19'          |
| 10-06-2015 | Порту-Алегрі           | Бразилія             | 1 – 0                   | Гондурас       | товариський матч                  | -    | 46'          |
| 17-06-2015 | Сантьяго               | Бразилія             | 0 – 1                   | Колумбія       | Копа Америка 2015 - груповий етап | -    |              |
| 21-06-2015 | Сантьяго               | Бразилія             | 2 – 1                   | Венесуела      | Копа Америка 2015 - груповий етап | 1    | 83'          |
| 27-06-2015 | Консепсьйон            | Бразилія             | 1 – 1 (3–4 п.п.)        | Парагвай       | Копа Америка 2015 - чвертьфінал   | -    |              |
| 11-11-2016 | Белу-Оризонті          | Бразилія             | 3 – 0                   | Аргентина      | Відбір до ЧС 2018                 | -    | 87'          |
| 28-3-2017  | Сан-Паулу              | Бразилія             | 3 – 0                   | Парагвай       | Відбір до ЧС 2018                 | -    | 46'          |
| 9-06-2017  | Мельбурн               | Бразилія             | 0 – 1                   | Аргентина      | товариський матч                  | -    |              |
| 13-6-2017  | Мельбурн               | Австралія            | 0 – 4                   | Бразилія       | товариський матч                  | 1    | 78'          |
| 31-8-2017  | Порту-Алегрі           | Бразилія             | 2 – 0                   | Еквадор        | Відбір до ЧС 2018                 | -    | 46'          |
| 5-10-2017  | Ла-Пас                 | Болівія              | 0 – 0                   | Бразилія       | Відбір до ЧС 2018                 | -    | 29'          |
| 10-11-2017 | Лілль                  | Японія               | 1 – 3                   | Бразилія       | товариський матч                  | -    |              |
| 23-3-2018  | Москва                 | Росія                | 0 – 3                   | Бразилія       | товариський матч                  | -    | кап.         |
| 27-3-2018  | Берлін                 | Німеччина            | 0 – 1                   | Бразилія       | товариський матч                  | -    |              |
| 3-06-2018  | Ліверпуль              | Бразилія             | 2 – 0                   | Хорватія       | товариський матч                  | -    |              |
| 10-06-2018 | Відень                 | Австрія              | 0 – 3                   | Бразилія       | товариський матч                  | -    |              |
| 17-06-2018 | Ростов-на-Дону         | Бразилія             | 1 – 1                   | Швейцарія      | ЧС 2018 - груповий етап           | -    |              |
| 22-06-2018 | Санкт-Петербург        | Бразилія             | 2 – 0                   | Коста-Рика     | ЧС 2018 - груповий етап           | -    | кап.         |
| 27-06-2018 | Москва                 | Сербія               | 0 – 2                   | Бразилія       | ЧС 2018 - груповий етап           | 1    |              |
| 2-07-2018  | Самара                 | Бразилія             | 2 – 0                   | Мексика        | ЧС 2018 - 1/8 фіналу              | -    | кап.         |
| 6-07-2018  | Казань                 | Бразилія             | 1 – 2                   | Бельгія        | ЧС 2018 - чвертьфінал             | -    |              |
| 8-09-2018  | Іст-Ратерфорд          | США                  | 0 – 2                   | Бразилія       | товариський матч                  | -    | 80'          |
| 26-03-2019 | Прага                  | Чехія                | 1 – 3                   | Бразилія       | товариський матч                  | -    |              |
| 9-6-2019   | Порту-Алегрі           | Бразилія             | 7 – 0                   | Гондурас       | товариський матч                  | 1    | 77'          |
| 14-6-2019  | Сан-Паулу              | Бразилія             | 3 – 0                   | Болівія        | Копа Америка 2019 - груповий етап | -    |              |
| 18-6-2019  | Салвадор               | Бразилія             | 0 – 0                   | Венесуела      | Копа Америка 2019 - груповий етап | -    |              |
| 22-6-2019  | Сан-Паулу              | Перу                 | 0 – 5                   | Бразилія       | Копа Америка 2019 - груповий етап | -    | 78'          |
| 27-6-2019  | Порту-Алегрі           | Бразилія             | 0 – 0 (4 – 3 п.п.)      | Парагвай       | Копа Америка 2019 - чвертьфінал   | -    |              |
| 2-7-2019   | Белу-Оризонті          | Бразилія             | 2 – 0                   | Аргентина      | Копа Америка 2019 - півфінал      | -    |              |
| 7-7-2019   | Ріо-де-Жанейро         | Бразилія             | 3 – 1                   | Перу           | Копа Америка 2019 - фінал         | -    | 53'          |
| 7-9-2019   | Маямі-Гарденс          | Бразилія             | 2 – 2                   | Колумбія       | товариський матч                  | -    |              |
| 10-10-2019 | Сінгапур               | Бразилія             | 1 – 1                   | Сенегал        | товариський матч                  | -    |              |
| 13-10-2019 | Сінгапур               | Бразилія             | 1 – 1                   | Нігерія        | товариський матч                  | -    | 90+4'        |
| 15-11-2019 | Ріяд                   | Бразилія             | 0 – 1                   | Аргентина      | товариський матч                  | -    |              |
| 9-10-2020  | Сан-Паулу              | Бразилія             | 5 – 0                   | Болівія        | Відбір до ЧС 2022                 | -    | кап. 59' 71' |
| 13-10-2020 | Ліма                   | Перу                 | 2 – 4                   | Бразилія       | Відбір до ЧС 2022                 | -    | кап.         |
| 13-11-2020 | Сан-Паулу              | Бразилія             | 1 – 0                   | Венесуела      | Відбір до ЧС 2022                 | -    | кап.         |
| 17-11-2020 | Монтевідео             | Уругвай              | 0 – 2                   | Бразилія       | Відбір до ЧС 2022                 | -    | кап.         |
| 17-6-2021  | Ріо-де-Жанейро         | Бразилія             | 4 – 0                   | Перу           | Копа Америка 2021 - груповий етап | -    | кап.         |
| 23-6-2021  | Ріо-де-Жанейро         | Бразилія             | 2 – 1                   | Колумбія       | Копа Америка 2021 - груповий етап | -    | кап.         |
| 2-7-2021   | Ріо-де-Жанейро         | Бразилія             | 1 – 0                   | Чилі           | Копа Америка 2021 - чвертьфінал   | -    | кап.         |
| 5-7-2021   | Ріо-де-Жанейро         | Бразилія             | 1 – 0                   | Перу           | Копа Америка 2021 - півфінал      | -    | кап.         |
| 10-7-2021  | Ріо-де-Жанейро         | Аргентина            | 1 – 0                   | Бразилія       | Копа Америка 2021 - фінал         | -    | кап.         |
| 7-10-2021  | Каракас                | Венесуела            | 1 – 3                   | Бразилія       | Відбір до ЧС 2022                 | -    | кап.         |
| 10-10-2021 | Барранкілья            | Колумбія             | 0 – 0                   | Бразилія       | Відбір до ЧС 2022                 | -    | 71'          |
| 14-10-2021 | Манаус                 | Бразилія             | 4 – 1                   | Уругвай        | Відбір до ЧС 2022                 | -    | кап.         |
| 11-11-2021 | Сан-Паулу              | Бразилія             | 1 – 0                   | Колумбія       | Відбір до ЧС 2022                 | -    | кап.         |
| 27-1-2022  | Кіто                   | Еквадор              | 1 – 1                   | Бразилія       | Відбір до ЧС 2022                 | -    |              |
| 1-2-2022   | Белу-Оризонті          | Бразилія             | 4 – 0                   | Парагвай       | Відбір до ЧС 2022                 | -    |              |
| 24-3-2022  | Ріо-де-Жанейро         | Бразилія             | 4 – 0                   | Чилі           | Відбір до ЧС 2022                 | -    | кап.         |
| 2-6-2022   | Сеул                   | Південна Корея       | 1 – 5                   | Бразилія       | товариський матч                  | -    |              |
| 6-6-2022   | Токіо                  | Японія               | 0 – 1                   | Бразилія       | товариський матч                  | -    | 63'          |
| 23-9-2022  | Гавр                   | Бразилія             | 3 – 0                   | Гана           | товариський матч                  | -    | 46'          |
| 27-9-2022  | Париж                  | Бразилія             | 5 – 1                   | Туніс          | товариський матч                  | -    |              |
| 24-11-2022 | Лусаїл                 | Бразилія             | 2 – 0                   | Сербія         | ЧС 2022 - груповий етап           | -    |              |
| 28-11-2022 | Доха                   | Бразилія             | 1 – 0                   | Швейцарія      | ЧС 2022 - груповий етап           | -    | кап.         |
| 5-12-2022  | Доха                   | Бразилія             | 4 – 1                   | Південна Корея | ЧС 2022 - 1/8 фіналу              | -    | кап.         |
| 9-12-2022  | Ер-Раян                | Хорватія             | 1 – 1 д.ч. (4 – 2 п.п.) | Бразилія       | ЧС 2022 - чвертьфінал             | -    | кап.         |
| Усього     |                        | Матчів (5 місце)     | 113                     |                | Голів                             | 7    |              |

## Досягнення
- Володар Кубка Бразилії: 2007
- Фіналіст Кубка Лібертадорес: 2008
- Чемпіон Італії: 2010-11
- Чемпіон Франції: 2012-13, 2013-14, 2014-15, 2015-16, 2017-18, 2018-19, 2019-20
- Володар Кубка Франції: 2014-15, 2015-16, 2016-17, 2017-18, 2019-20
- Володар Кубка французької ліги: 2013-14, 2014-15, 2015-16, 2016-17, 2017-18, 2019-20
- Володар Суперкубка Італії: 2011
- Володар Суперкубка Франції: 2013, 2014, 2015, 2016, 2017, 2018, 2019
- Переможець Кубка конфедерацій: 2013
- Бронзовий призер Олімпійських ігор 2008
- Срібний призер Олімпійських ігор 2012
- Переможець Ліги чемпіонів УЄФА: 2020-21
- Переможець Суперкубка УЄФА: 2021
- Переможець Клубного чемпіонату світу: 2021
- Переможець Кубка Америки: 2019
- Срібний призер Кубка Америки: 2021